# HH 34
HH 34 – obiekt Herbiga-Haro widoczny w gwiazdozbiorze Oriona, znajdujący się w odległości około 1350 lat świetlnych od Ziemi.
Wewnątrz HH 34 znajduje się protogwiazda, która nie osiągnęła jeszcze stadium T Tauri. Z obiektu wybiegają w przeciwnych kierunkach dwa dżety wyrzucające gaz z prędkością osiągającą 250 km/s.
HH 34 znajduje się blisko Mgławicy Oriona, jednego z najbardziej produktywnych rejonów powstawania gwiazd w naszej Galaktyce.